# Józef Papeć

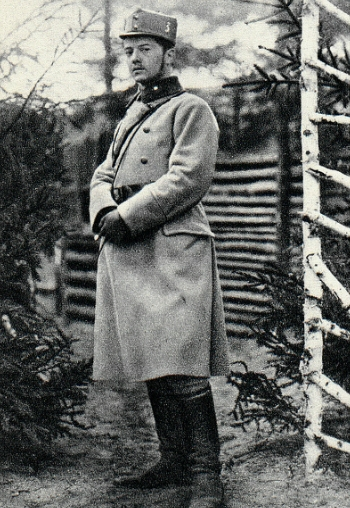
Józef Papeć jako oficer 3 Pułku Piechoty Legionów Polskich

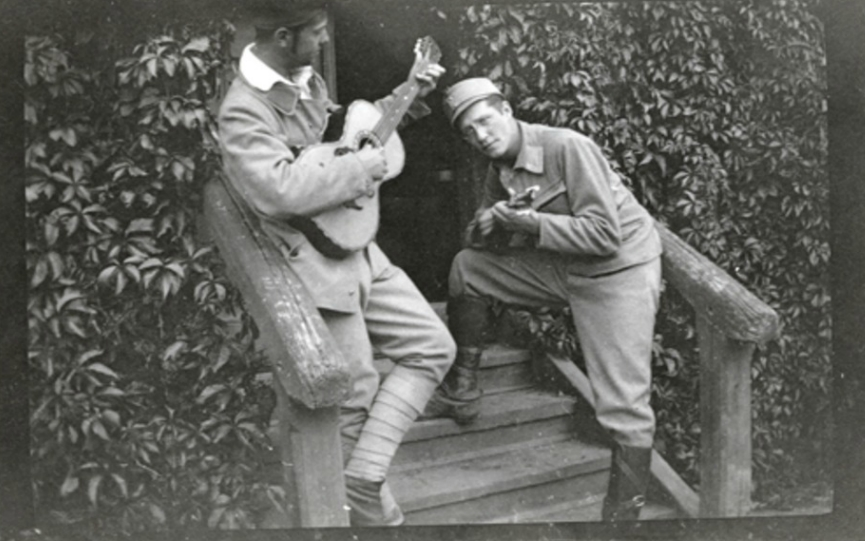
Józef Papeć (z lewej) na Bukowinie w 1915

Józef Antoni Papeć ps. „Pomian” (ur. 2 marca 1891 w Cichawie, zm. 1 marca 1979 w Krakowie) – podpułkownik dyplomowany piechoty Wojska Polskiego, kawaler Orderu Virtuti Militari.

## Życiorys
Urodził się 2 marca 1891 w Cichawie, w ówczesnym powiecie wielickim Królestwa Galicji i Lodomerii, w rodzinie Błażeja i Marii (1859–1940). Był starszym bratem Jana Czesława (1897–1919), legionisty, podporucznika kawalerii, kawalera Orderu Virtuti Militari i Elżbiety Taige (1902–1970).
W 1910, po ukończeniu szkoły średniej w Krakowie, podjął pracę w C.K. Uprzywilejowanej Fabryce Maszyn L. Zieleniewski Towarzystwo Akcyjne. W 1911 rozpoczął studia na Wydziale Matematyczno-Fizycznym Uniwersytetu Jagiellońskiego. 1 października 1912 rozpoczął obowiązkową służbę wojskową w 16 Pułku Piechoty Obrony Krajowej Kraków, w charakterze jednorocznego ochotnika. 1 października 1913 zapisał się na studia na Wydziale Budowy Maszyn Szkoły Politechnicznej we Lwowie.
1 sierpnia 1914 został zmobilizowany do cesarsko-królewskiej Obrony Krajowej, ale zdołał przejść do oddziałów strzeleckich. 6 sierpnia 1914 wyruszył z kompanią strzelecką do Krzeszowic. 29 września 1914 został mianowany chorążym. Tego samego dnia wyruszył z 3 Pułkiem Piechoty na front karpacki. 15 grudnia 1915 awansował na podporucznika i został wyznaczony na stanowisko komendanta 3 oddziału karabinów maszynowych. 1 listopada 1916 awansował na porucznika. 1 stycznia 1918 został skierowany do szpitala, a 1 marca tego roku został wcielony do c. k. Pułku Strzelców Nr 16.
3 listopada 1918 został przyjęty do Wojska Polskiego z byłego Polskiego Korpusu Posiłkowego z zatwierdzeniem posiadanego stopnia porucznika. 18 listopada 1918 gen. Bolesław Roja mianował go kapitanem z dniem 1 kwietnia 1918. W czasie wojny z Ukraińcami walczył w szeregach 4 Pułku Piechoty Legionów. Dowodził kompanią karabinów maszynowych, a następnie batalionem. 10 marca 1919 został przeniesiony do 5 Pułku Strzelców Polskich (późniejszy 6 Pułk Strzelców Podhalańskich) na stanowisko dowódcy III batalionu. Od 15 maja 1919 ponownie walczył na froncie. 2 stycznia 1920 rozpoczął naukę w Wojennej Szkole Sztabu Generalnego w Warszawie jako słuchacz II kursu. 16 kwietnia został odkomenderowany do Dowództwa 11 Dywizji Piechoty. 
3 stycznia 1921 wrócił do szkoły i kontynuował naukę. Od 1 czerwca jego oddziałem macierzystym był 3 Pułk Piechoty Legionów. 6 września 1921, po ukończeniu kursu i otrzymaniu „pełnych kwalifikacji do pełnienia służby na stanowiskach Sztabu Generalnego”, został przydzielony do Dowództwa Okręgu Korpusu Nr X w Przemyślu. 3 maja 1922 został zweryfikowany w stopniu majora ze starszeństwem od 1 czerwca 1919 i 279. lokatą w korpusie oficerów piechoty. 10 lipca 1922 został zatwierdzony na stanowisku dowódcy batalionu w 58 Pułku Piechoty w Poznaniu. Później został przeniesiony do 57 Pułku Piechoty w tym samym garnizonie na stanowisko komendanta Kadry Batalionu Zapasowego. W styczniu 1924 został przydzielony do Dowództwa 7 Dywizji Piechoty w Częstochowie na stanowisko szefa sztabu. We wrześniu 1925 wrócił do 57 pp. W listopadzie 1927 został przeniesiony do 54 Pułku Piechoty w Tarnopolu na stanowisko dowódcy I batalionu. 23 stycznia 1929 prezydent RP nadał mu stopień podpułkownika z dniem 1 stycznia 1929 i 2. lokatą w korpusie oficerów piechoty. W marcu tego roku został przeniesiony do kadry oficerów piechoty z równoczesnym przeniesieniem służbowym do Powiatowej Komendy Uzupełnień Jarocin na stanowisko komendanta. W styczniu 1930 został zwolniony z zajmowanego stanowiska i oddany do dyspozycji dowódcy Okręgu Korpusu Nr VII. Z dniem 31 października 1931 został przeniesiony w stan spoczynku. W 1934, jako oficer stanu spoczynku pozostawał w ewidencji Powiatowej Komendy Uzupełnień Poznań Miasto. Posiadał przydział do Oficerskiej Kadry Okręgowej Nr VII. Był wówczas „przewidziany do użycia w czasie wojny”.
Mieszkał razem z matką i siostrą w Poznaniu przy ul. Małe Garbary 4.
W czasie II wojny światowej dostał się do niemieckiej niewoli. Przebywał w Oflagu VI E Dorsten. Po uwolnieniu wrócił do kraju i zamieszkał w Krakowie. Tam zmarł 1 marca 1979. Został pochowany na cmentarzu Rakowickim.

## Ordery i odznaczenia
- Krzyż Srebrny Orderu Wojskowego Virtuti Militari nr 5928 – 17 maja 1922[30][31][32]
- Krzyż Niepodległości – 12 maja 1931 „za pracę w dziele odzyskania niepodległości”[33][1]
- Krzyż Walecznych czterokrotnie „za czyny orężne w bojach b. 3 pp Leg. Pol.”[34][35]